# Біїшева Зайнаб Абдуллівна
Біїшева Зайнаб Абдуллівна (башк. Зәйнәб Абдулла ҡыҙы Биишева;15.01.1908 — 24.08.1996) — народна письменниця Башкортостану, поетеса, прозаїк, драматург, журналіст, перекладач. Вела величезну суспільну роботу, обиралася членом Правління Спілки письменників Республіки Башкортостан, делегатом багатьох з'їздів письменників РФ і СРСР. Нагороджена трьома орденами «Знак пошани».

## Біографія
Біїшева Зайнаб Абдуллівна народилась 15 січня 1908 року в селі Туємбетово Кугарчинського району Башкирської АРСР у сім'ї вчителя, була шостою дитиною. Ще дитиною, залишившись сиротою тільки до 16 років змогла закінчити 4 класи школи. Перші знання отримала в селі Ібраєво.
1924—1929 роки — навчається в Башкирському педагогічному технікумі — Інституті народної освіти у Оренбурзі, Караван-Сарай. Саме тут Зайнаб відчула потяг до літератури, пише свої перші вірші та оповідання.
Після закінчення технікуму встигла попрацювати вчителькою в Баймакського районі, потім редактором журналу «Піонер» (нині — «Аманат»), Башкирському книжковому видавництві, на радіомовлення для дітей та юнацтва, в обласній газеті. Виходить заміж за Газіза Амінева (Газіз Аминев з самого початку війни йде на фронт і повертається інвалідом).
З 1946 року Член Спілки письменників СРСР, а з 1951 року — професійний письменник. У 1990 році присвоєно звання «Народний письменник Башкортостану».
У 1949 році Башкортостанський державний драматичний театр поставив її першу драму «Дружба» ((башк.)«Дуслык»).
Більше 60 її книг видано на мовах народів Росії і світу. Удостоєна республіканської премії імені Салавата Юлаєва (1968).
Померла 24 серпня 1996 року, похована на мусульманському кладовищі в Уфі.

## Творчість
У 1942 році виходить перша її книга під назвою «Хлопчик-партизан». У повістях «Хлопчик -партизан», «Кюнхилу» «Гульямал» показані герої фронту і тилу.
У воєнні роки Зайнаб Абдуллівна перекладає багато творів російських письменників-класиків на башкирську мову. Серед яких, розповіді Л.Толстого, М.Горького, А.Чехова; повісті: М.Гоголя «Тарас Бульба» і І.Тургенєва, А.Гайдара «Тимур та його команда», Л.Кассиля «Дорогі мої хлопчики».
1944—1947 роки — випускає буквар у віршах «Живі букви».
У 50-х роках Зайнаб Біїшева виступає як письменниця багатогранної і багатожанровой літератури. Вона пише оповідання та повісті, драматичні поеми, нариси і вірші. Якщо її вірші близькі до народних пісень, то в окремих творах, як «Кірей Мерген» ((рос.)«Кирэй Мэрген»), «Візок-вітерець» ((рос.)«Тележка-ветерок»), «Казка про дівчину щастя» ((рос.)«Сказка о девушке счастья») сюжет близький до башкирських народних казок. А також хікаяти «Любов і ненависть», «Майстер і підмайстер» написані за мотивами народних легенд і оповідей.
До найбільш відомих творів належать «Канхилиу» (1949), «Дивна людина» (1960), «Де ти, Гульніса?» (1962), «Думи, думи» (1963). У них вона піднімає філософські проблеми взаємин особистості і суспільства, створює яскраві образи жінок-башкірок.
Найвідоміший твір Зайнаб Абдуллівни — трилогія «До світла», що включає в себе романи «Принижені» (1956—1959), «У Великого Іка» (1965—1967), «Ємеш» (1967—1969). У 1968 році виходять романи «Принижені» і «Пробудження», за які присуджується Республіканська премія імені Салавата Юлаєва.
У 1981—1982 роках — видається зібрання творів в 4 томах, а в 1983 році у видавництві «Радянський письменник» виходять романи «У Великого Іка», «Ємеш».

## Пам'ять
З метою увічнення пам'яті Зайнаб Біїшевої Указом Президента Республіки Башкортостан Муртази Губайдулловича Рахімова її ім'я було присвоєно видавництву «Кітап», Стерлітамакській педагогічної академії; одна вулиця в новому мікрорайоні Уфи також знайшла ім'я народної письменниці.
Святкуючи 100-річчя Зайнаб Абдуллівни, Башкортостанський державний драматичний театр і Театр ляльок показали глядачам «Любов і ненависть». Видавництво «Кітап» випустило кілька книг, в тому числі її «Спогади», де також вміщено матеріали з аналізом творчості.
У Кугарчінському районі, на батьківщині письменниці, її ім'я дали новій музичній школі в селі Мраково. У рідному селі Туємбетово оновлюється музей.
У 1992 році Державної кіностудією «Башкортостан» був знятий документальний фільм «Зайнаб Біїшева» (сценарій, режисура — А. Абдразаков). У 2008 році — документально-постановочний фільм «Наша Зайнаб», присвячений сторіччю великої башкирської письменниці (сценарій, режисура — А.Абдразаков). У картині використані архівні записи інтерв'ю з героїнею. За допомогою унікальних стрічок минулого століття було відтворено час Біїшевої. Режисер розширив жанр документальної стрічки, включивши в неї постановочні сцени з творів письменниці.
У 1998 році була заснована літературна премія імені З. Біїшевої.
У 2016 році в Уфі урочисто відкрився пам'ятник народної письменниці Башкортостану.